# 吉沢あかね
吉沢 あかね（よしざわ あかね、1972年3月3日 - ）は、日本の元AV女優。
血液型:A型。身長:155cm。スリーサイズ:B88・W57・H86。

## 人物
鹿児島県で生まれた。1歳半の時に両親が離婚し母親に引き取られた。その後母親は歯科医と再婚した。クラシックバレエ、モダンバレエ、ジャズダンス、エアロビクス、オペラなどの習い事をしている。高校時代にアイドル歌手のオーディションに合格し、学校を休学、上京しレコード会社も決まったが、1年で鹿児島に戻った。高校卒業前に2歳年上の男性と初体験を済ませた。その後しばらくして包丁でリストカットを行った。彼氏と別れた彼女は東京に行き、AV女優になる決意をした。
1991年に『セクシア』（VIP）でデビュー。同年8月31日には『電気グルーヴのオールナイトニッポン』にゲスト出演している。
ストリップ劇場にも出演している。
2020年6月、サイゾー主催のオールタイム「好きなAV女優アンケートトーナメント」にノミネート。
趣味:音楽鑑賞、読書。
特技:クラシックバレー。
性格:飛び抜けてネアカ。

## 出演作品

### アダルトビデオ
1991年
- セクシア（6月14日、VIP 8D-039） ※デビュー作
- 愛人形になりたくて（7月6日、ステラ STV-1049）
- 射たれり突くせり（8月23日、VIP 8D-057）
- 私を制服してください。 3（9月21日、ステラ STV-1058）
- ホールどアップ Part.5（10月18日、VIP 8D-070）
- 痴漢メロメロ満員電車（10月25日、M&M VIDEO）共演:野坂なつみ、渡辺ちひろ 全3名
- 喜びも悲しみもイク腰つき（11月23日、ステラ STV-1067）
- あなたとやれてよかった（12月10日、ジェット） ※『セクシア』の再編集版
- 変態志願 3（クリスタル映像）

1992年
- レイプ狂い 断髪（1月10日、アリスJAPAN KA-1443）
- コスチューム大スペシャル 〜玄関あけたら2分でONANIE〜（1月24日、アルテック MB-009）
- 性鬼のドピュメント（2月7日、ピラミッド社 PV-1756）
- ごっつうええやんけ〜（3月23日、ロイヤル・アート DP-38）
- こんなのはずかしい（4月1日、VIP） ※『私を制服してください。3』の再編集版
- 蜜猟の刻（4月20日、タイムアロー）※「ごっつうええやんけ〜」を再編集したもの
- ママすんごいわ! 人妻ベビーシッター（5月6日、ピラミッド社 PV-1762）
- アブノーマルレッスン レズビアンSMドキュメント （5月9日、シネマジック CN-28）
- ネーちゃんのぶっとい乳房 PART2（6月18日、ピラミッド社）他出演:橘ますみ、早坂絵麻、有吉奈生子、高見沢杏奈、星みちる、クミコグレース、西尾美樹 全8名 ※総集編
- 女子高生同窓会 アレがスキ!（6月25日、東映ビデオ）共演:野坂なつみ、森川いづみ、芹沢里緒 全4名
- 急いで口で咥えろ 2（8月7日、シネマジック DW-54）
- 百合図鑑 6（9月18日、シネマジック）共演:衣さよこ　他出演:滝口あさ美、渡真利みき、MISS KAIKO、ユウナ、中川あずさ、叶順子、今井美果、杉本エリカ ※総集編
- 原色VIDEO図鑑 高級制服倶楽部 Vol.6（9月20日、宇宙企画）他出演:惑井魅愛、水沢あのん、希志真理子
- Body Waves 2 吉沢あかね 水沢あのん 希志真理子（9月26日、メディアステーション）全3名
- レイプ狂い8連発!!（10月2日、アリスJAPAN）全8名
- 夢性幻 〜夢なら覚めないで〜 吉沢あかね（テクニリンクス PA-09）
- 僕のミルク飲み人形 吉沢あかね（パンプキン・ハウス PK-13）

1993年
- ザ・ロープハンティング Vol.3（1月8日、シネマジック）他出演:滝口あさみ、宇佐美奈々、野村理沙、栗原夕夏、林由美香、水沢ひとみ、今井その子、叶順子、酒井ゆい、竹村祐佳、ミスケイコ ※総集編
- 高級オナペット倶楽部 2（明文社 MA-63）全5名
- 狂乱痴態 肉おどり 吉沢あかね（タイムアロー CAN-005）
- 制服のマスドール 吉沢あかね（MOCO）

1994年
- コスプレ裏掻き研究所（FIRST FI-010）

1996年
- ザ・レイプ 5（2月14日、笠倉出版社 CAV36-67）全10名

1998年
- 巨乳伝説 藤谷しおり・いとうしいな・渚友紀・岡本奈緒 吉沢あかね 他（メディアバンク MBV-004）全16名
- 口唇伝説 大友梨奈 藤崎あやか 鮎川真理 吉沢あかね 他（メディアバンク MBV-005）全16名

2000年
- 8時間耐久AV（9月29日、ロイヤルアート）全60名
- 最強の巨乳コレクションズ（11月24日、ロイヤルアート）全12名

2001年
- Allure 2000 vol.7（10月19日、メディアバンク）全8名

2006年
- DECADE 吉沢あかね（1月20日、ピエロ） ※総集編
- Actrice 5 1985～1995 美乳AVアイドル Best 12（9月5日、アイザックTOKYO ZD-09）全12名

2007年
- BEST OF LEGEND 桜樹ルイ＋ 桜樹ルイ 五島めぐ 朝吹麻耶 吉沢あかね（1月19日、メディアバンク）全4名

2009年
- DECADE GALS SPECIAL 01（3月27日、ピエロ PAR-232）全10名

20011年
- DECADE EX 40 須磨れい子 吉沢あかね（8月26日、ピエロ）

発売年不明
- 超絶頂伝説 4 秘密のオナニー行為編（まんかい30 MKS-004）全30名 VHS
- 強烈肉爆弾 吉沢あかね（タイムアロー CMP-010）VHS
- ファイヤー＆エクスタシー 吉沢あかね（グレイトビジョン GV-054）VHS

### 映画
- 巨乳 くらいつく（1999年2月7日公開、エクセス）監督:浜野佐知 - 主演 ※2006年「やらしいボディー 穴が性感帯」に改題し、リバイバル公開 [5] [6]

## 書籍

### 写真集
- アダルトギャルの危ない下着 白石ひとみ 藤本聖名子 吉沢あかね 高樹麻世 ほか（1992年6月25日、大陸書房）
- 美乳 熟れ盛り 姫ノ木杏奈 秋本詩織 吉沢あかね（1994年12月24日、黒田出版興文社）撮影:郷間泰樹 ISBN 9784876732296 全3名

### 雑誌
- WEEKLY プレイボーイ 1991年6月25日号、1992年2月25日号（集英社）
- ACTRESS 1991年8月号、12月号、1992年5月号（リイド社）
- GRACE 1991年10月号、1992年1月号（若生出版）
- ビデオ・ザ・ワールド 1991年10月号、1992年2月号（白夜書房）
- TOP TEN MATE 1991年11月号、1994年03月号（若生出版）
- ベストビデオ 1991年11月号、1992年1月号、2月号（三和出版）
- VIDEO-X 1992年2月号（笠倉出版社）
- ベストカメラ 1992年2月号（少年画報社）
- ギャルズ通信 1992年4月号（日本出版）
- The SUGAR 1992年4月号（サン出版）
- SUPER GALS NOW VOL.25 1992年6月号（シュベール出版）
- BIZARRE MAGAZINE NO.8 1993年5月号（司書房）

### 書籍
- AV女優（1999年6月10日、文藝春秋）著者:永沢光雄 ＊AV世界の少女たちへのインタビュー集 冬木あずさ 吉沢あかね ほか多数 [7]